# 香港手語
香港手語是香港聋人手语。它起源于中国手语的南方方言。

## 簡史
香港手语的起源可以追溯到1949年左右。当时，一群约20名聋人从上海和南京来到香港，开始教导当地的聋人社区，以促进社会凝聚力和规范他们的手语。
中国手语是最初的教学媒介，导致中国手语在当地聋人群体中流通，聋人通过在生活中遇到的新观念、新概念或新事物中发展自己的手语来适应语言。这进一步发展了香港手语的词汇和复杂之处，使其独立于中国手语之外。
多年来，香港手语在很少受到外界影响的情况下继续发展，因为来自香港的国际旅行和其他聋人社区之间的互动并不总是可行的。
近几十年来，由于各种原因出国旅游的香港聋人越来越多，借用香港手语的现象也越来越普遍，如美国手语字母表就是这样被借用和采用的（经过一些改编），还有许多其他的符号。

## 自然手語與中文手語的比較
現在愈來愈多香港人有興趣學習手語，由於香港流通的手語主要有兩種，一種是中文手語，另一種是自然手語。身為手語導師朱芷茵接受訪問時指出，中文手語多數是用於與其他來自以中文為母語的地區的聾人交流，但未必所有聾人都有一定的語文水平，以中文手語交流難免有一定的障礙，她建議有興趣學習手語的香港人，以自然手語為學習對象，更易促進健聽人士與聾人的溝通。

## 香港手語復興運動
目前香港手語正在受嚴峻的威脅。根據香港統計處出版的2014年綜合住戶統計調查數據指出，155,000人有不同程度的聽覺困難，其中4,300人已全聾。直到2011年，有網站將香港手語列入瀕危語言，當時數字表示僅剩9,000個使用者，最新數據更指只剩餘3,900人。有慈善機構「龍耳」推廣「兩文四語」，兩文為中文和英文，四語為粵語、英語、普通話和香港手語，也促請香港政府增撥資源支持手語教育。此外，培訓了10位以手語作為母語的聾人，擔任手語導師，並提供手語班，不但為聽覺有困難人士提供無障礙的社會，也藉此希望挽救香港手語的瀕危語言。

## 香港手語研究及推廣
香港中文大學手語及聾人研究中心獲政府資助，成功研發香港首本「手語字典」─“香港手語瀏覽器”，更是全亞洲首個全面記錄各種手語變體的資料庫。瀏覽器內含逾1,100個日常香港手語詞彙，並設有手語短片供公眾學習。該中心希望籍此推廣香港式聾人手語，消除香港大眾對手語的誤解，以促進香港社會“聾健共融”。

## 香港手語翻譯員名單
香港社會服務聯會、香港復康聯會和勞工及福利局康復諮詢委員會於2015年共同設立《香港手語翻譯員名單》，列載在香港可提供手語翻譯服務的人士。手語翻譯員只要在申請日起計，過去兩年內提供不少於200小時的手語翻譯服務，並持有由受僱機構簽發的證明文件，便可把個人資料加入此名單中，與註冊的翻譯員看齊，為聾人提供翻譯服務。聾人機構「龍耳」創辦人邵日贊希望政府增撥資源，培訓更多手語翻譯員及發展視像翻譯服務。
現時列載《香港手語翻譯員名單》的手語翻譯員包括︰
- 邵日贊
- 黃惠蘭
- 馬芬燕
- 黎敏聰
- 程冬瑤

## 外部連結
- 香港手語瀏覽器 - 香港中文大學 手語及聾人研究中心 （页面存档备份，存于）
- 龍耳 （页面存档备份，存于）
- 啟聾手語視像字典 （页面存档备份，存于）